# Fort Pierce South
Fort Pierce South és una concentració de població designada pel cens dels Estats Units a l'estat de Florida. Segons el cens del 2000 tenia 5.672 habitants.

## Demografia
Segons el cens del 2000, Fort Pierce South tenia 5.672 habitants, 2.053 habitatges, i 1.478 famílies. La densitat de població era de 486,7 habitants/km².
Dels 2.053 habitatges en un 35,7% hi vivien nens de menys de 18 anys, en un 51% hi vivien parelles casades, en un 14,9% dones solteres, i en un 28% no eren unitats familiars. En el 20,8% dels habitatges hi vivien persones soles el 7,8% de les quals corresponia a persones de 65 anys o més que vivien soles. El nombre mitjà de persones vivint en cada habitatge era de 2,76 i el nombre mitjà de persones que vivien en cada família era de 3,17.
Per edats la població es repartia de la següent manera: un 27,9% tenia menys de 18 anys, un 10,6% entre 18 i 24, un 29% entre 25 i 44, un 21,1% de 45 a 60 i un 11,4% 65 anys o més.
L'edat mediana era de 33 anys. Per cada 100 dones de 18 o més anys hi havia 97,7 homes.
La renda mediana per habitatge era de 31.308 $ i la renda mediana per família de 35.383 $. Els homes tenien una renda mediana de 26.830 $ mentre que les dones 21.810 $. La renda per capita de la població era de 16.801 $. Entorn del 12% de les famílies i el 17,6% de la població estaven per davall del llindar de pobresa.

## Poblacions més properes
El següent diagrama mostra les poblacions més properes.